# Starobilský rajón
Starobilský rajón (ukrajinsky Старобільський район) je rajón v Luhanské oblasti na Ukrajině. Hlavním městem je Starobilsk a rajón má přibližně 129 tisíc obyvatel. 